# 温布拉纳斯
温布拉纳斯是巴西巴伊亚州的一个市镇。总面积1812.741平方公里，总人口16036人，人口密度8.8人/平方公里。